# Кибрик, Александр Евгеньевич
Алекса́ндр Евге́ньевич Ки́брик (26 марта 1939, Ленинград — 31 октября 2012, Москва) — советский и российский лингвист, доктор филологических наук (1976), профессор МГУ, член-корреспондент РАН (2006), заслуженный работник высшей школы Российской Федерации, заслуженный деятель науки Республики Дагестан, член-корреспондент Британской академии и почётный член Американского лингвистического общества. Автор работ по прикладной лингвистике, синтаксису, функциональной и когнитивной типологии, общим проблемам теории языка. Автор и редактор грамматических описаний нескольких малых и исчезающих языков России. Организатор десятков лингвистических экспедиций, один из лидеров российской школы полевой лингвистики. Один из ведущих преподавателей Отделения теоретической (структурной) и прикладной лингвистики филологического факультета МГУ, с 1992 по 2012 год — заведующий кафедрой ТиПЛ.

## Биография
Родился в Ленинграде в семье известного художника Евгения Адольфовича Кибрика и его жены Лидии Яковлевны Тимошенко, также художницы. В начале Великой Отечественной войны был эвакуирован в Упорово Омской области. После эвакуации, в 1944 году, семья переехала в Москву. Склонности к рисованию у А. Е. Кибрика не было, чему его отец был даже рад, поскольку считал, что художником должен становиться только тот, кто не может не быть им.
По собственному признанию, юношеской «программой-максимум» А. Е. Кибрика было стать кинорежиссёром. Однако сначала он решил получить филологическое образование («Я считал, что филология даст мне такое хорошее образование, что я буду про всё что-то знать»). В 1961 году он окончил классическое отделение филологического факультета МГУ, его однокурсником был Сергей Аверинцев. Однако ещё в процессе учёбы А. Е. Кибрик заинтересовался современной лингвистикой, а также семиотикой, которая с конца 1950-х годов начинала приобретать популярность в СССР. В 1960 году на факультете было открыто новое отделение теоретической и прикладной лингвистики во главе с В. А. Звегинцевым, куда Кибрик стал ходить на лекции. Там он познакомился и с математиком Владимиром Успенским — одним из основателей отделения, читавшим на нём математические курсы.
Уже дипломная работа А. Е. Кибрика «Спектральный анализ гласных новогреческого языка» (выполненная под руководством Петра Саввича Кузнецова) была посвящена не классической филологии, а экспериментальному исследованию с использованием новейших технологий (правда, единственный спектрометр для анализа речи находился тогда в институте иностранных языков и был размером со шкаф). Статью на основе диплома он отправил в «Вопросы языкознания», где её приняли к печати, в 1962 году статья была опубликована. Вскоре автору позвонили из редакции журнала и попросили зайти за откликом читателя на его статью. Читателем оказался известнейший математик А. Н. Колмогоров, который сообщал «уважаемому профессору Кибрику», что статья ему понравилась и он хотел бы обсудить её. В результате А. Е. Кибрик сделал доклад на семинаре, который Колмогоров вёл на мехмате МГУ.
В аспирантуру А. Е. Кибрика не приняли, поскольку факультетское начальство сочло его неблагонадёжным — в частности, это было связано с тем, что в студенческие годы он был редактором факультетской стенгазеты, в которой тогдашнему декану не понравились некоторые «подрывные» стихи. Помимо стенгазеты, студент Кибрик прославился ещё и тем, что снял художественный фильм о студенческой жизни. Фильм был без слов (и так и назывался «Нет слов»), его героями были реальные студенты. Одна из сцен изображала лекцию по политэкономии, на которой студенты занимались своими делами. Из-за отказа вырезать эту сцену показ фильма в клубе, находившемся в здании Храма Св. Татианы, был отменён. Сам фильм не сохранился.
По предложению В. А. Звегинцева А. Е. Кибрика устроили старшим лаборантом в лабораторию экспериментальной фонетики, а с момента образования кафедры структурной и прикладной лингвистики (созданной в 1962 году) А. Е. Кибрик стал её сотрудником. В том же году на кафедру обратился профессор Д. Ю. Панов, один из специалистов в области машинного перевода, и предложил заключить с кафедрой договор на проведение работ по автоматической обработке текста. Этот хоздоговор стал первым в истории факультета, основным исполнителем по нему был А. Е. Кибрик. В 1965 году по результатам работы он защитил кандидатскую диссертацию «Модель автоматического анализа письменного текста (на материале ограниченного военного подъязыка)», её руководителем был П. С. Кузнецов.
В 1965 году А. Е. Кибрик вошёл в комиссию по проведению первой олимпиады по лингвистике и математике, инициатором которой был А. Н. Журинский; с тех пор олимпиада для школьников проводилась каждый год (с небольшим перерывом). Ещё одна традиция кафедры возникла в 1967 году, когда А. Е. Кибрик обратился к В. А. Звегинцеву с предложением организовать для студентов летнюю лингвистическую экспедицию («Хорошо было бы, чтобы наши студенты в качестве практики имели аналог того, что они делают при решении задач на олимпиаде. Только они должны взаимодействовать с реальными людьми, говорящими на языке, которого студент не знает»). Благодаря знакомству с лакцем Хадисом Гаджиевым, ставшим первым консультантом А. Е. Кибрика по одному из языков Кавказа, решено было организовать экспедицию по изучению лакского языка. Первая экспедиция работала в дагестанском селе Хурхи, руководили ею А. Е. Кибрик и А. И. Кузнецова, а всего участников было девять человек. Впоследствии экспедиции стали проводиться ежегодно — исследовались языки на Камчатке (алюторский), Памире (шугнанский), в Туве (тувинский), Абхазии (абхазский, сванский), Грузии (сванский), Азербайджане (хиналугский, будухский и др.), но больше всего экспедиций под руководством А. Е. Кибрика побывало в Дагестане.
В 1972 году в соавторстве с С. В. Кодзасовым и И. П. Оловянниковой А. Е. Кибрик опубликовал первое грамматическое описание по результатам экспедиций — «Фрагменты грамматики хиналугского языка» (один из главных информантов был Рагим Алхас). В том же году вышла монография «Методика полевых исследований», которая заинтересовала издательство Mouton и вскоре была переведена на английский язык. На материале одноаульного бесписьменного арчинского языка А. Е. Кибрик в 1976 году защитил докторскую диссертацию («Структурное описание арчинского языка методами полевой лингвистики»). В 1977 году в соавторстве с С. В. Кодзасовым, И. П. Оловянниковой и Д. С. Самедовым (носителем языка) было издано фундаментальное 4-томное описание, охватывающее грамматику и лексику арчинского языка, а также содержащее множество текстов. Эта работа вывела арчинский язык из числа малоописанных в число одного из наиболее хорошо описанных малых языков СССР, а также сделала арчинский язык известным во всём мире. Тринадцать лет заняла работа над словарём тезаурусного типа «Сопоставительное изучение дагестанских языков», вышедшим в двух частях в 1988 и 1990 годах: в этот словарь вошли результаты десятков экспедиций, были представлены данные по 22 языкам и диалектам.
Летом 1982 года кафедра структурной и прикладной лингвистики была ликвидирована и слита с кафедрой общего и сравнительно-исторического языкознания, заведующим объединённой кафедрой стал Ю. В. Рождественский. Восстановлена кафедра была лишь в августе 1988 года, вскоре и. о. её заведующего был назначен Ю. Н. Марчук. В 1992 году на учёном совете факультета заведующим кафедры подавляющим большинством голосов был избран А. Е. Кибрик. За десять лет, прошедших после упразднения «звегинцевской» кафедры, её состав сильно поредел, так что кафедру фактически пришлось создавать заново, в первую очередь привлекать перспективную молодёжь из числа выпускников. За пять лет А. Е. Кибрик изменил кадровый состав кафедры примерно на две трети: основной задачей было вывести образовательный процесс на отделении на современный уровень, разработать новые программы, отвечающие мировым стандартам. Сам он читал на отделении курсы «Введение в специальность» (с 1990 г.), «Общий синтаксис» (с 1975 г.), «Синтаксис русского языка» (с 1977 г.), «Типология языков» (1992—1996 гг.).
Вновь стали регулярно проводиться экспедиции в Дагестан, и по результатам исследований 1990-х годов под редакцией А. Е. Кибрика были опубликованы коллективные грамматические описания годоберинского (1996), цахурского (1999) и багвалинского (2001) языков. В 2000 году вышла книга об алюторском языке, основанная главным образом на материалах, собранных в 1970-е годы на Камчатке (в 2004 году в Японии был издан английский перевод книги).
А. Е. Кибрик был одним из основных организаторов конференции «Диалог» по компьютерной лингвистике и её приложениям, а в последние годы являлся также главным редактором сборника «Компьютерная лингвистика и интеллектуальные технологии», в котором публикуются материалы конференции.
В январе 2004 года А. Е. Кибрик возглавил отдел лингвокультурной экологии Института мировой культуры МГУ. Он также являлся заместителем главного редактора журнала РАН «Вопросы языкознания», членом международной Ассоциации лингвистической типологии, входил в редколлегию журнала Linguistic Typology.
В 2006 году А. Е. Кибрик был избран членом-корреспондентом РАН и членом-корреспондентом Британской Академии.
В начале 2012 года А. Е. Кибрик стал почётным членом Американского лингвистического общества.
А. Е. Кибрик умер в Москве после тяжёлой болезни 31 октября 2012 года. Отпевание прошло в Храме Святителя Николая на Трёх Горах. Похоронен на Новодевичьем кладбище рядом с отцом (участок № 9).

## Семья
- Отец — художник Евгений Адольфович Кибрик
- Мать — художница Лидия Яковлевна Тимошенко
- Жена — лингвист, африканист Антонина Ивановна Коваль
  - сын — лингвист Андрей Кибрик
  - дочь — художница Нина Кибрик

## Вклад в науку
Работы по прикладной лингвистике, описанию кавказских языков, синтаксису, функциональной и когнитивной типологии, общим проблемам теории языка. Организатор большого количества лингвистических экспедиций по изучению языков (полевая лингвистика), один из лидеров российской школы полевой лингвистики.

## Память
- 12 декабря 2012 года, на 40 дней со дня смерти А. Е. Кибрика, на филологическом факультете МГУ прошли научно-мемориальные чтения его памяти; опубликованы материалы Чтений[12].
- 16 августа 2013 года на 10-й конференции Ассоциации лингвистической типологии, членом которой был А. Е. Кибрик, прошёл вечер его памяти, на котором выступили его коллеги и друзья; материалы вечера опубликованы в конце того же года в журнале Linguistic Typology[13].
- В марте 2014 года, к 75-летию А. Е. Кибрика был издан сборник статей «Язык. Константы. Переменные. Памяти Александра Евгеньевича Кибрика» (под редакцией М. А. Даниэля, Е. А. Лютиковой, В. А. Плунгяна, С. Г. Татевосова и О. В. Фёдоровой), в котором приняло участие более 50 авторов[14].

## Основные труды

### Монографии
- Кибрик А. Е. Модель автоматического анализа письменного текста (на материале ограниченного военного подъязыка). (Публикации отделения структурной и прикладной лингвистики. Вып. 3.) М.: МГУ, 1970. — 365 с.
- Городецкий Б. Ю., Кибрик А. Е., Логахина Л. С. и др. Словари словосочетаний и частотные словари слов ограниченного военного подъязыка. (Публикации отделения структурной и прикладной лингвистики. Вып. 4.) М.: МГУ, 1971. — 538 с.
- Алпатов В. М., Вентцель А. Д., Журинский А. Н., Кибрик А. Е., Кодзасов С. В., Поливанова А. К. и др. 200 задач по языковедению и математике. (Публикации отделения структурной и прикладной лингвистики. Вып. 8.) М.: МГУ, 1972. — 252 с.
- Кибрик А. Е., Кодзасов С. В., Оловянникова И. П. Фрагменты грамматики хиналугского языка. (Публикации отделения структурной и прикладной лингвистики. Вып. 9.) М.: МГУ, 1972. — 380 с.
- Кибрик А. Е. Методика полевых исследований (к постановке проблемы). (Публикации отделения структурной и прикладной лингвистики. Вып. 10.) М.: МГУ, 1972. — 181 с.
  - Kibrik A. The methodology of field investigations in linguistics (setting up the problem). (Janua Linguarum. Series Minor, 142.) The Hague/Paris: Mouton, 1977. — 130 p. (Англ. пер.)
- Кибрик А. Е., Кодзасов С. В., Оловянникова И. П., Самедов Д. С. Опыт структурного описания арчинского языка. Т. 1. Лексика. Фонетика. (Публикации отделения структурной и прикладной лингвистики. Вып. 11.) М.: МГУ, 1977. — 362 с.
- Кибрик А. Е. Опыт структурного описания арчинского языка. Т. 2. Таксономическая грамматика. (Публикации отделения структурной и прикладной лингвистики. Вып. 12.) М.: МГУ, 1977. — 346 с.
- Кибрик А. Е. Опыт структурного описания арчинского языка. Т. 3. Динамическая грамматика. (Публикации отделения структурной и прикладной лингвистики. Вып. 13.) М.: МГУ, 1977. — 320 с.
- Кибрик А. Е., Кодзасов С. В., Оловянникова И. П., Самедов Д. С. Арчинский язык: тексты и словари. (Публикации отделения структурной и прикладной лингвистики. Вып. 14.) М.: МГУ, 1977. — 392 с.
- Кибрик А. Е., Кодзасов С. В. Сопоставительное изучение дагестанских языков. Глагол. М.: МГУ, 1988. — 226 с.
- Кибрик А. Е., Кодзасов С. В. Сопоставительное изучение дагестанских языков. Имя. Фонетика. М.: МГУ, 1990. — 366 с.
- Кибрик А. Е. Очерки по общим и прикладным вопросам языкознания: универсальное, типовое и специфичное в языке. М.: Изд-во МГУ, 1992. — 336 с. (Переиздано: М.: УРСС/КомКнига, 2001, 2001, 2004, 2005, 2012. Серия: Лингвистическое наследие XX века.)
- Кибрик А. Е., Кодзасов С. В., Муравьёва И. А. Язык и фольклор алюторцев. М.: Наследие, 2000. — 468 с.
  - Kibrik A. E., Kodzasov S. V., Muravyova I. A. Language and folklore of the Alutor people / Translated by Megumi Kurebito. Osaka: Osaka Gakuin University, 2004. — 656 pp. OCLC 166421257 (Англ. пер. книги 2000 года)
- Кибрик А. Е. Константы и переменные языка. СПб: Алетейя, 2003. — 720 с.
- Кибрик А. Е., Федорова О. В., Татевосов С. Г., Лютикова Е. А., Кибрик А. А., Кобозева И. М., Фаликман М. В., Ченки А., Секерина И., Николаева Ю. В., Даниэль М. А., Бергельсон М. Б., Алпатов В. М., Беляев О. И., Толдова С. Ю., Бонч-Осмоловская А. А., Подлесская В. И., Кривнова О. Ф. Введение в науку о языке / О. В. Федорова, С. Г. Татевосов. — 2-е изд. — М.: Буки Веди, 2019. — 672 с. — ISBN 978-5-4465-2188-3.

### Редактор и составитель
- Табасаранские этюды. Материалы Дагестанской экспедиции. 1979. (Публикации отделения структурной и прикладной лингвистики. Вып. 15.) М.: МГУ, 1972.
- Новое в зарубежной лингвистике. Вып.11. Современные синтаксические теории в американской лингвистике. М., 1982.
- Новое в зарубежной лингвистике. Вып. 15. Современная зарубежная русистика. М., 1985.
- Моделирование языковой деятельности в интеллектуальных системах. М.: Наука, 1987.
- Лидия Тимошенко — художник и личность. Живопись. Графика. Дневники. Воспоминания современников. М.: Советский художник, 1991.
- Эдвард Сепир. Избранные труды по языкознанию и культурологии. (Серия «Языковеды мира».) М.: Прогресс-Универс, 1993.
- The noun phrase in the Andalal dialect of Avar as spoken at Sogratl. (Eurotyp working papers. Theme 7: Noun phrase structure. Working paper no. 18.) Konstanz, 1993.
- Godoberi’s noun phrase. (Eurotyp Working Papers. Theme 7: Noun phrase structure. Working paper no. 21.) Konstanz, 1994.
- Godoberi. (Lincom Studies in Caucasian Linguistics, 02.) München/Newcastle, 1996.
- Элементы цахурского языка в типологическом освещении. М.: Наследие, 1999.
- Багвалинский язык. Грамматика, тексты, словари. М.: Наследие, 2001.
- Лидия Тимошенко. Реальность других измерений: дневники, письма, воспоминания. М.: Прогресс-Традиция, 2004.
- Малые языки и традиции: существование на грани. Вып. 1. Лингвистические проблемы сохранения и документации малых языков. М.: Новое издательство, 2005.
- Малые языки и традиции: существование на грани. Вып. 2. Тексты и словарные материалы. М.: Языки славянской культуры, 2008.

### Интервью и выступления
- А. Е. Кибрик в программе «Имена» (Фильм Е. Купреевой, СГУ ТВ, 2011 год) Архивная копия от 21 сентября 2016 на Wayback Machine
- Интервью марта 2011 года на Полит. Ру (Часть 1-я: На кафедре и в поле) Архивная копия от 24 марта 2013 на Wayback Machine
- Интервью марта 2011 года на Полит. Ру (Часть 2-я: Бешеные темпы развития и развала) Архивная копия от 24 марта 2013 на Wayback Machine
- Обсуждение диалектов и малых языков в рамках проекта «Среда „Русского репортера“» с участием А. Е. Кибрика Архивная копия от 27 апреля 2019 на Wayback Machine
- Гора языков: А. Е. Кибрик, С. В. Кодзасов и др. о кавказских языках и лингвистических экспедициях Архивная копия от 4 марта 2016 на Wayback Machine (эфир Радио «Свобода», 2003)

### Публикации в интернете
- Кибрик А. Е. Из истории кафедры и отделения структурной/теоретической и прикладной лингвистики (ОСИПЛ/ОТИПЛ): 1960—2000 Архивная копия от 21 ноября 2012 на Wayback Machine (раздел официального сайта ОТиПЛа)
- Кибрик А. Е. Из истории кафедры и отделения структурной/теоретической и прикладной лингвистики (ОСИПЛ/ОТИПЛ): 1960—2000 Архивная копия от 15 марта 2016 на Wayback Machine (pdf)
- Кибрик А. Е. Что такое «лингвистические экспедиции»? Архивная копия от 4 марта 2016 на Wayback Machine
- Кибрик А. Е. Диалог лингвиста с носителем: в поисках полевого метода и формата лингвистического описания Архивная копия от 4 марта 2016 на Wayback Machine // На меже меж Голосом и Эхом. Сборник статей в честь Т. В. Цивьян. М.: Новое издательство, 2007.
- Кибрик А. Е. Экспедиционные истории 4: Завершение дагестанских сопоставительных штудий (1978—1984) Архивная копия от 27 сентября 2013 на Wayback Machine // Слово и язык. Сборник статей к восьмидесятилетию академика Ю. Д. Апресяна. М.: Языки славянских культур, 2011.
- Кибрик А. Е. и др. Технологии обработки языковых данных в документировании малых языков Архивная копия от 1 ноября 2012 на Wayback Machine (доклад на конференции «Диалог», 2007)
- Кибрик А. Е. К проблеме вариативности языка: метод многофакторного исчисления второго порядка Архивная копия от 1 ноября 2012 на Wayback Machine (доклад на конференции «Диалог», 2009)
- Кибрик А. Е. База естественного человеческого языка и её основные параметры Архивная копия от 4 марта 2016 на Wayback Machine (доклад на конференции «Диалог», 2011)
- Aleksandr Kibrik. How I became a Linguist Архивная копия от 18 января 2013 на Wayback Machine (материал в рубрике Linguist of the Day сайта LINGUIST List) (англ.)